# Xantipa

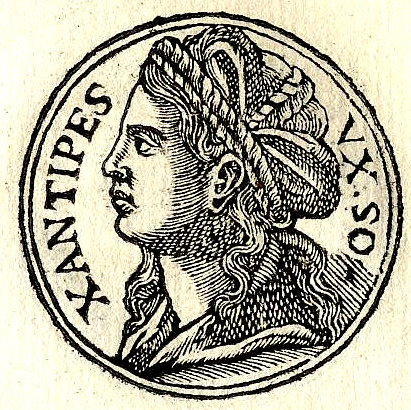
Xantippe reprezentată de Guillaume Rouillé în Promptuarii Iconum Insigniorum

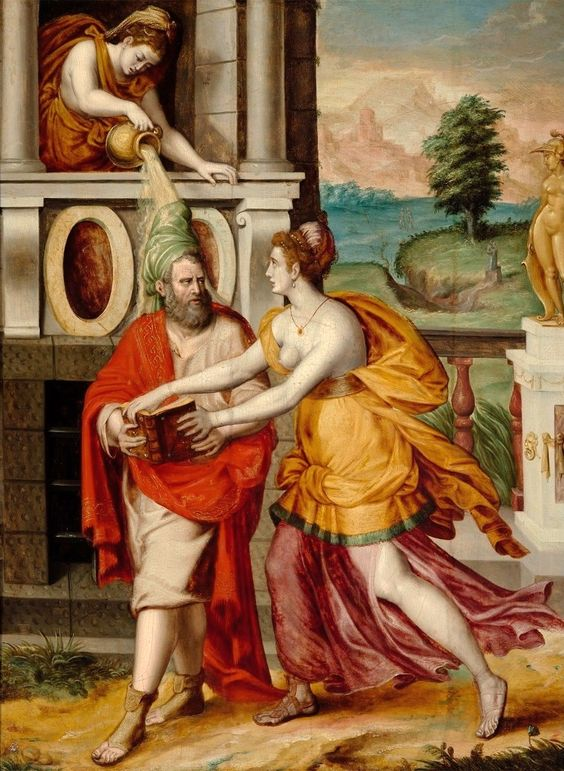

Xantipa (greaca veche: Ξανθίππη), a fost soția filozofului Socrate.

## Caracter
Xantipa și-a câștigat renumele de femeie arțăgoasă, caracterul ei dezagreabil fiind proverbial în toată Antichitatea. Xenofon ne spune despre ea că a fost "cea mai insuportabilă dintre toate făpturile ce-au existat, există sau vor exista vreodată" și nu lipsesc anecdotele care ne-o arată pusă întotdeauna pe ceartă, aruncându-i soțului un vas cu apă în față sau răsturnând masa atunci când Socrate invită un prieten la cină.
Față de ea Socrate a avut o atitudine răbdătoare și resemnată, nevăzând probabil într-însa decât ajutorul trebuincios îndeplinirii datoriei sale civice de părinte. Alcibiade se mira de răbdarea lui Socrate față de nevasta aceasta mereu pornită să țipe: Și tu suporți gâgâitul gâștelor, îi zise Socrate. Desigur –răspunde Alcibiade- dar ele îmi dau ouă și pui. Și Xantipa –relua S.- îmi dă copii.